# فهرست آثار تاریخی آذربایجان شرقی
- تبریز:[۱]

1. بازار تاریخی تبریز
2. کاخ شهرداری تبریز(برج ساعت)
3. مسجد کبود تبریز
4. ارگ تبریز
5. خانه امیرنظامی (موزه قاجار)
6. مقبره الشعرا
7. خانه مشروطه
8. سایت موزه عصر آهن

- سراب:

1. مسجد جامع سراب
2. سنگ‌نوشته باستانی روستای رازلیق
3. سنگ‌نوشته باستانی روستای قلعه جوق
4. حمام جلال (موزه مردم‌شناسی عشایر سراب)
5. امامزاده بزرگ سراب
6. تیمچه حاج ملک

## گنبدها
- گنبد سرخ مراغه
- گنبد کبود مراغه
- گنبد مدور مراغه
- گنبد غفاریه مراغه